# Acraea admatha
Acraea admatha is een vlinder uit de familie Nymphalidae. De wetenschappelijke naam is voor het eerst voorgesteld door William Chapman Hewitson in een publicatie uit 1865.

## Verspreiding
Deze soort komt in Zuid-Nigeria, Kameroen, Equatoriaal Guinea, Gabon, Centraal Afrikaanse Republiek, Congo-Brazzaville, West-Congo-Kinshasa, Noord-Angola en Noord-Zambia.

## Habitat
Het habitat bestaat uit bosranden, secundair bos, landbouwgronden met hoge bomen en riparische zones.

## Waardplanten
De rups leeft op Rinorea kibbiensis Chipp (Violaceae)